# Mount Passel
Mount Passel är ett berg i Antarktis. Det ligger i Västantarktis. Inget land gör anspråk på området. Toppen på Mount Passel är 562 meter över havet.
Terrängen runt Mount Passel är varierad, och sluttar brant västerut. Trakten är obefolkad. Det finns inga samhällen i närheten.